# Theophilos
Abuna Theophilos (Tewoflos) (ur. 1909, zm. 1977), arcybiskup Hararu, który w 1971 został po śmierci Basiliosa patriarchą Kościoła Etiopii. Sześcioletni patriarchat Theophilosa zakończył się zdjęciem go z urzędu z rozkazu władz komunistycznych. Wkrótce potem został stracony.